# 263 هـ
263 هـ هي سنة في التقويم الهجري امتدت مقابلةً في التقويم الميلادي بين سنتي 876 و877.

## أحداث
- بناء مسجد أحمد بن طولون

## مواليد
- سعيد بن البطريق
- علي المكتفي بالله

## وفيات
- الوليد بن محمد التميمي
- عبيد الله بن يحيى بن خاقان